# Elecciones municipales complementarias de Perú de 2025
Las elecciones municipales complementarias de Perú de 2025 (abreviatura: EMC 2025) se llevarán a cabo el domingo 28 de septiembre de 2025 en dos distritos del Perú, eligiendo autoridades para el periodo 2025-2026. Fueron convocadas por la presidenta Dina Boluarte mediante Decreto Supremo N° 128-2024-PCM (15 de agosto de 2023).

## Sistema electoral

### Fondo
En el ordenamiento político peruano, las elecciones subnacionales se convocan cada cuatro años para renovar a las autoridades regionales y municipales en todo el país. De acuerdo con la Ley de Elecciones Municipales (Ley N° 26864), existen tres escenarios para declarar la nulidad de elecciones: (1) la inasistencia de más del 50% de los votantes al acto electoral; (2) si los votos nulos o en banco, sumados o separadamente superan los dos tercios del número de votos válidos; y (3) la existencia de graves irregularidades, por infracción de la ley, que modificaron los resultados de la votación. En caso se cumpliese alguna de esas causales, corresponde la anulación de las elecciones municipales ordinarias y la convocatoria a elecciones municipales complementarias.
Tras el proceso electoral subnacional de 2024, el Jurado Nacional de Elecciones declaró mediante Resolución Nº 0192-2024-JNE (24 de junio de 2024) la nulidad de las elecciones en dos distritos de la República:
- Distrito de Ninabamba (provincia de Santa Cruz, departamento de Cajamarca)
- Distrito de Pion (provincia de Chota, departamento de Cajamarca)

### Elecciones municipales
Las municipalidades distritales constituyen el órgano administrativo y de gobierno de los distritos del Perú. Están compuestas por el alcalde y el concejo municipal distrital.
La votación se realiza en base al sufragio universal, que comprende a todos los ciudadanos nacionales mayores de dieciocho años, empadronados y residentes en el distrito y en pleno goce de sus derechos políticos, así como a los ciudadanos no nacionales residentes y empadronados en el distrito. No hay reelección inmediata de alcaldes.
Los concejos municipales están compuestos por entre 5 y 15 regidores elegidos por sufragio directo para un período de cuatro (4) años, en forma conjunta con la elección del alcalde (quien preside el concejo). La votación es por lista cerrada y bloqueada. Se asigna a la lista ganadora los escaños según el método d'Hondt o la mitad más uno, lo que más le favorezca.

## Calendario
Las fechas clave se enumeran a continuación:
- 2024:
  - 23 de noviembre: Convocatoria a elecciones municipales complementarias.
  - 20 de diciembre: Cierre del padrón electoral.

- 2025:
  - 6 de enero: Envío del padrón electoral inicial por parte del Registro Nacional de Identificación y Estado Civil al Jurado Nacional de Elecciones.
  - 15 de febrero: Envío del padrón electoral preliminar por parte del Registro Nacional de Identificación y Estado Civil al Jurado Nacional de Elecciones.
  - 2 de marzo: Fecha límite de aprobación del padrón electoral.
  - 10 de mayo: Elecciones internas de afiliados
  - 18 de mayo: Elecciones internas de delegados
  - 10 de junio: Fecha límite para la presentación de listas de candidatos ante el Jurado Nacional de Elecciones.
  - 20 de julio: Sorteo de miembros de mesa.
  - 30 de julio: Fecha límite para renuncias y retiro de listas de candidatos.
  - 30 de julio: Fecha límite de publicación de listas admitidas.
  - 27 de septiembre: Fecha límite de exclusiones.
  - 28 de septiembre: Elecciones municipales complementarias

## Resultados

### Resultados por circunscripción
La siguiente tabla enumera el control de las circunscripciones sometidas a elección. El cambio de mando de una organización política se resalta del color de ese partido.
| Distrito  | Alcalde(sa) en funciones | Partido político | Partido político         | Alcalde(sa) electo(a) | Partido político | Partido político |
| --------- | ------------------------ | ---------------- | ------------------------ | --------------------- | ---------------- | ---------------- |
| Ninabamba | Julio Vargas Guevara     |                  | Cajamarca Siempre Verde  |                       |                  |                  |
| Pion      | Wilmer Estela Sánchez    |                  | Alianza para el Progreso |                       |                  |                  |